# Eurya yunnanensis
Eurya yunnanensis är en tvåhjärtbladig växtart som beskrevs av Ping Sheng Hsu. Eurya yunnanensis ingår i släktet Eurya och familjen Pentaphylacaceae. Inga underarter finns listade i Catalogue of Life.